# Blæksprutter
Blæksprutter (Cephalopoda) er en gruppe af marine bløddyr. Det er rovdyr, der omkring munden har et større antal fangarme til at gribe byttet. I tilfælde af fare kan mange arter udspy en mørk, blækagtig væske.
Arter som sepiablæksprutten blev tidligere anvendt til at udvikle pigmenter til fremstilling af blæk, heraf navnet 
Nogle få primitive arter bærer en ydre skal (nautiler), mens de fleste har en indre skal (ægte blæksprutter), der ofte er uforkalket. Den største blæksprutte art er kolosblæksprutten også kaldet kolossalblæksprutten. De ægte blæksprutter deles i ottearmede og tiarmede blæksprutter. Vættelys er forstenede blæksprutter.

## Udbredelse
Der er kendt omkring 800 nulevende arter og beskrevet langt over 10.000 uddøde taksa ud fra fossiler. Blæksprutter findes i alle dybder og er udbredt i alle verdens have, dog med flest arter omkring ækvator.

## Klassifikation
Blæksprutter (Cephalopoda) er en klasse i rækken bløddyr (Mollusca). De nulevende blæksprutter inddeles i to underklasser:
- Nautiloidea (nautiler)
- Coleoidea (ægte blæksprutter)

## Billeder
- Velodona togata, en art blandt de tiarmede blæksprutter.
- Ung blæksprutte
- Et par sepiablæksprutter (Sepia officinalis) på lavt vand.